# 高知県道25号中土佐佐賀線
高知県道25号中土佐佐賀線（こうちけんどう25ごう なかとささがせん）は、高知県高岡郡中土佐町久礼から幡多郡黒潮町佐賀を結ぶ県道（主要地方道）である。

## 概要
路線が通る区間は、高知県の海岸線に近い急峻な区間を通り、また国道56号が内陸部を平行して通るため、未開通区間がある。
- 起点：高知県高岡郡中土佐町（国道56号交点）
- 終点：高知県幡多郡黒潮町佐賀（国道56号交点）

## 路線状況

### 未供用区間
- 高岡郡四万十町志和 - 幡多郡黒潮町鈴

### 道の駅
- 道の駅なかとさ

## 地理

### 通過する自治体
- 高知県
  - 高岡郡中土佐町
  - 高岡郡四万十町
  - 幡多郡黒潮町

### 交差する道路
- 国道56号（高岡郡中土佐町、起点）
- 高知県道325号上ノ加江窪川線（高岡郡中土佐町）
- 高知県道326号志和仁井田線（高岡郡四万十町）
- 高知県道334号佐賀港線（幡多郡黒潮町）
- 国道56号（幡多郡黒潮町、終点）